# Vâlcica, Iași
Vâlcica este un sat în comuna Tătăruși din județul Iași, Moldova, România.